# Sílvio Abreu

SÍLVIO ABREU - PDT/MG

Sílvio de Andrade Abreu Júnior, (Juiz de Fora, 11 de fevereiro de 1948), é um político brasileiro. Filho de Vera Jorge de Abreu e do deputado Sílvio de Andrade Abreu. Exerceu o mandato de deputado federal constituinte em 1988.
Tendo como referência o pai, deputado estadual em Minas Gerais nos anos de 1951 a 1955, e deputado federal de 1971 a 1975, Sílvio Abreu Júnior terminou sua formação básica na Fundação Educacional Machado Sobrinho e se filiou ao Movimento Democrático Brasileiro (MDB), partido que fazia vigência conta o militarismo no ano de 1966. Após dois anos estudou direito na Universidade Federal de Juiz de Fora até o ano de 1972. Ao se formar realizou a candidatura para ser vereador, em novembro. Com a vitória, foi empossado em fevereiro do mês seguinte.
No ano de 1974, Sílvio se candidatou a Deputado Federal. Com a eleição, largou o cargo de vereador em Juiz de Fora, MG, para assumir o posto na Câmara em fevereiro de 1975. Foi titular das Comissões de Ciência e Tecnologia; Economia, Indústria e Comércio; membro da CPI do Ensino Superior de 1977 e 1978; e atuou nas investigações no retrocesso da produção de combustíveis não fósseis também ente 1977 e 1978. Após a reeleição em novembro de 1978 e com a extinção do bipartidarismo no final do ano, Abreu Júnior incorporou-se ao Partido Progressista (PP), guiado por Tancredo Neves. 
No ano de 1981, com a integração do PP ao Partido do Movimento Democrático Brasileiro (PMDB) juntou-se a agremiação e no ano de 1982 se tornou presidente do diretório municipal do PMDB na sua cidade natal. Com as eleições de novembro de 1982 retornou à sua cadeira na Câmara como Deputado, porém com a posse de Tancredo no Governo de Minas (1983-1984), se afastou do cargo para assumir a secretaria estadual do Interior e Justiça. Retomou seu mandato na Câmara dos Deputados em 1985, participou da votação do Colégio Eleitoral sobre a emenda Dante de Oliveira que propunha a votação direta para o cargo de Presidente da República. 
Em 1986 foi elegido para ser Deputado Federal Constituinte, e na Assembléia Nacional Constituinte encabeçou a subcomissão do Ministério Público, do Poder Judiciário, a Comissão da Organização de Poderes e Sistema de Governo e foi suplente da Subcomissão da Nacionalidade, da Soberania e das Relações Internacionais, e da Comissão da Soberania e dos Direitos e Garantias do Homem e da Mulher. Filiou-se ao Partido Democrático Trabalhista (PDT) no ano de 1989. No ano de 1991 deixou a Câmara dos Deputados e se tornou presidente do diretório do partido em Minas Gerais.  
1994 foi o ano do retorno ao cargo de Deputado Federal, empossado em 1995.

## Filiações partidárias
O deputado mineiro teve sua primeira filiação política partidária com o Movimento Democrático Brasileiro (MDB), de 1966 a 1979. Por conseguinte entrou no Partido Progressista (PP), de 1979-1981. Depois de uma reforma no partido, retornou ao Partido Democrático Brasileiro (PMDB), nos anos de 1981 a 1988. Teve uma passagem pelo Partido Social Cristão (PSC),  de 1988 a 1989. E atualmente é filiado ao Partido Democrático Trabalhista (PDT), desde 1989.

## Publicações
- Agruras do custo de vida e Aspectos da vida parlamentar de 1973
- Aspectos da Luta Parlamentar , publicado em oito volumes nos anos de 1975 a 1990

## Posicionamentos e decisões políticas
- Em 1982 participou com outros políticos da proposta de Emenda Constitucional n° 14 - que sugere uma alteração no artigo 169 da Constituição para definir o monopólio da União sobre o comércio do álcool carburante dentro do território brasileiro.
- Na Assembléia Nacional Constituinte de 1987, foi a favor da diminuição do direito de propriedade privada, da jornada semanal de 40 horas, do turno ininterrupto de seis horas, do limite de 12% ao ano para os juros reais, do aviso prévio proporcional, da nacionalização do subsolo,  da limitação dos encargos para a dívida externa e do mandato de segurança coletiva. Posicionou-se contra a pena de morte, a desapropriação da propriedade produtiva, a estatização do sistema financeiro, o mandato de cinco anos para o presidente José Sarney e contra a anistia aos micro e pequenos empresários.
- Durante o governo federal de Fernando Henrique Cardoso (1995),  foi contra a quebra do monopólio estatal das telecomunicações, o fim do privilégio às embarcações nacionais na navegação de cabotagem, a quebra do monopólio dos estados na distribuição de gás canalizado e contra a quebra do monopólio da Petrobrás na exploração de petróleo, e à prorrogação por mais 18 meses do Fundo Social de Emergência (FSE), que passou a ser chamado de Fundo de Estabilização Fiscal (FEF).
- No ano de 1996, apresentou a Proposta de Emenda Constitucional n°54, que proíbe o acúmulo de cargo ou mandato público eletivo e possibilitava os deputados e senadores o direito de conciliar os mandatos parlamentares com os de vice-prefeito, vice-governador e vice-presidente da República. A emenda terminou barrada no pleito de outubro por Paulo Delgado (PT), que liderava uma coligação. Ainda em 1996 foi contrário à Contribuição Provisória sobre Movimentação Financeira (CPMF); que atribuía o Ministério da Saúde como um fonte suplementar de recursos, concedendo 0,2% dos impostos sobre as operações bancárias.
- Em 1997, Sílvio apresentou projeto contendo uma proposta de regularização da profissão analista de sistemas. Também neste votou contra a PEC da reeleição, que propunha revisão do paragrafo quinato do art. 14, ao capitulo do art. 28, ao inciso II do art. 29,ao capitulo do art. 77 e ao art. 82 da Constituição Federal, com relação aos presidentes da República, dos governadores e dos prefeitos que disputariam dois mandatos consecutivo.